# 川喜多喬
川喜多 喬（かわきた たかし、1948年1月25日- ）は、日本の社会学者。法政大学名誉教授。
大阪市生まれ。大阪府立天王寺高等学校卒業、1971年東京大学文学部社会学科卒、76年同大学院社会学研究科博士課程満期退学、茨城大学講師、81年助教授、1983年東京外国語大学助教授、アメリカ遊学ののち1990年法政大学経営学部教授。98年イギリス遊学ののち2003年法政大学キャリアデザイン学部教授。2014年退任、名誉教授、順天堂大学国際教養学部特任教授。2016年日本キャリアデザイン学会名誉顧問。

## 著書
- 『人材育成 事例にみるアイデアあれこれ』日本労働協会 労働福祉の基礎知識 1988
- 『産業変動と労務管理』日本労働協会 1989
- 『人材育成論入門』法政大学出版局 キャリアデザイン選書 2004
- 『仕事と組織の寓話集 フクロウの智恵』近代労働研究会 2006　キューズ新翠舎出版 2013
- 『中小製造業の経営行動と人的資源 事業展開を支える優れた人材群像』同友館 2008
- 『人材育成とキャリアデザイン支援 人材マネジメントの基本哲学』労働新聞社 2009
- 『元気な中堅企業の人材マネジメント』同友館 2013
- 『社会調査屋気質 技法以前の話』キューズ新翠舎出版 2013
- 『人材育成論集 中小企業編』新翠舎 2013
- 『組織改革論集 労働組合編』新翠舎 2014
- 『産業社会学論集 1 (労働社会学研究編)』新翠舎 2015
- 『人材育成論集 2 (講演記録編)』新翠舎 2015
- 『人材育成論集 3 (論考と随筆編)』新翠舎 2015
- 『産業社会学論集 2 (中小企業及びその経営者編)』新翠舎 2016
- 『産業社会学論集３（会社員の境遇と心情編）』新翠舎 2016
- 『産業社会学論集４（中高年の失業・転職・定年・隠退）』新翠舎 2017
- 『産業社会学論集５（人材戦略・業界事情編）』新翠舎 2020

### 共編著
- 『リーディングス日本の社会学 9 産業・労働』稲上毅共編 東京大学出版会 1987
- 『ユニオン・アイデンティティ どう拓く労働組合の未来』稲上毅共編 日本労働協会 1988
- 『地域産業の危機と再生』村山研一共編著 同文館出版 1990
- 『こんな会社に人がくる 建設業の人材育成38のポイント』中村圭介、佐藤博樹共著 日刊建設通信新聞社 建通選書 1991
- 『ユニオン・アイデンティティ大作戦 労働組合改造講座』佐藤博樹共編著 総合労働研究所 1991
- 『ホワイトカラーのキャリア管理 上場500社調査による』佐野陽子共編著 中央経済社 1993
- 『講座社会学 労働』稲上毅共編 東京大学出版会 1999
- 『東京に働く人々 労働現場調査20年の成果から』松島静雄監修 石川晃弘,田所豊策共編 法政大学出版局 2005
- 『キャリア支援と人材開発 先進企業の挑戦』菊地達昭,小玉小百合共著 産労総合研究所出版部経営書院 2006
- 『女性の人材開発』編 小池和男監修 ナカニシヤ出版 2006
- 『中小企業の人材育成作戦 創意工夫の成功事例に学べ』東京商工会議所監修 九川謙一共著 同友館 2006
- 『大学のキャリア支援 実践事例と省察』伊藤文男,小玉小百合共著 上西充子編著 産労総合研究所出版部経営書院 キャリア形成叢書 2007
- 『実証研究・優れた人材のキャリア形成とその支援』小玉小百合共編 ナカニシヤ出版 キャリア研究選書 2008
- 『人材育成キーワード99 常識編』依田素味共著 泉文堂 HRMブックス 2008
- 『キャリア研究を学ぶ:25冊を読む』上西充子,荻野勝彦,川崎友嗣,児美川孝一郎,佐藤博樹,三川俊樹共編 日本キャリアデザイン学会監修 泉文堂 2009
- 『就職活動から一人前の組織人まで 初期キャリアの事例研究』上西充子共編 同友館 2010

### 翻訳
- K.E.クレア/D.ハワード編『レーニン以後のヨーロッパ・マルクス主義』共訳 現代の理論社 1973
- エミール・デュルケム『社会学講義 習俗と法の物理学』宮島喬共訳 みすず書房 1974、新装版2008
- エミール・デュルケーム『モンテスキューとルソー 社会学の先駆者たち』小関藤一郎共訳 法政大学出版局・叢書ウニベルシタス 1975
- シドニー・ウェッブ/B.ウェッブ『社会調査の方法』東京大学出版会 1982
- ジョン・アップルガス『ワーキング・フリー さよなら!「九時五時労働」』有斐閣選書 1985
- デービッド・フロスト/マイケル・ディーキン『古今東西大富豪ガイド ウルトラ・リッチの世界』TBSブリタニカ 1986
- メアリー・アン・ボップ/ダイアナ・A・ビング/シェイラ・フォート-トラメル『IBMのキャリア開発戦略 変化に即応する人事管理システムの構築』平林正樹・松下尚史共監訳 同友館 2014

## 論文
- ＜川喜多喬